# Monika Schulz-Fieguth

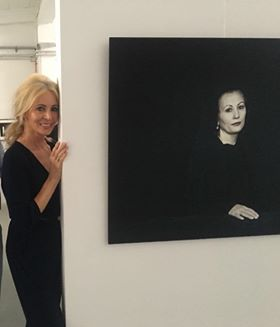
Monika Schulz-Fieguth, 2018

Monika Schulz-Fieguth (* 1949 in Potsdam) ist eine deutsche Fotografin.

## Leben und Wirken
Schulz-Fieguth wurde in Potsdam geboren. Ihre Eltern stammten aus der Memel-Region und Schlesien. Von 1966 bis 1968 absolvierte sie eine Berufsausbildung zur Fotografin. Es folgte eine zweijährige Tätigkeit als Fotomodell und Mannequin, bevor sie von 1970 bis 1982 eine Anstellung als Fotografin am Institut für Landtechnik innehatte. Ihren Abschluss Diplom-Fotografin erreichte sie im Rahmen eines Studiums an der Hochschule für Grafik und Buchkunst in Leipzig von 1977 bis 1982. Danach bis 1984 Mentorenschaft bei Prof. Arno Rink. Seit 1984 ist sie freiberufliche Fotografin mit den Schwerpunkten Porträt- und Landschaftsfotografie. Von 1988 bis 1989 war sie Gastdozentin an der Hochschule für Film und Fernsehen der DDR. In diese Zeit fiel auch die Mitarbeit an den DEFA-Dokumentationen „Der Physiker“ und „Den Wind auf der Haut spüren“.
In den frühen Jahren orientierte sich Schulz-Fieguth an großen Fotografen wie Henri Cartier-Bresson. Ihre Bewunderung gilt Botticelli, da Messina oder Leonardo da Vinci den Malerfürsten der Renaissance und ihnen ähnlich überlässt sie bei ihren Porträts nichts dem Zufall und komponiert vor der Kamera das zu fotografierende Sujet.
Schulz-Fieguth ist verheiratet und Mutter zweier Kinder.

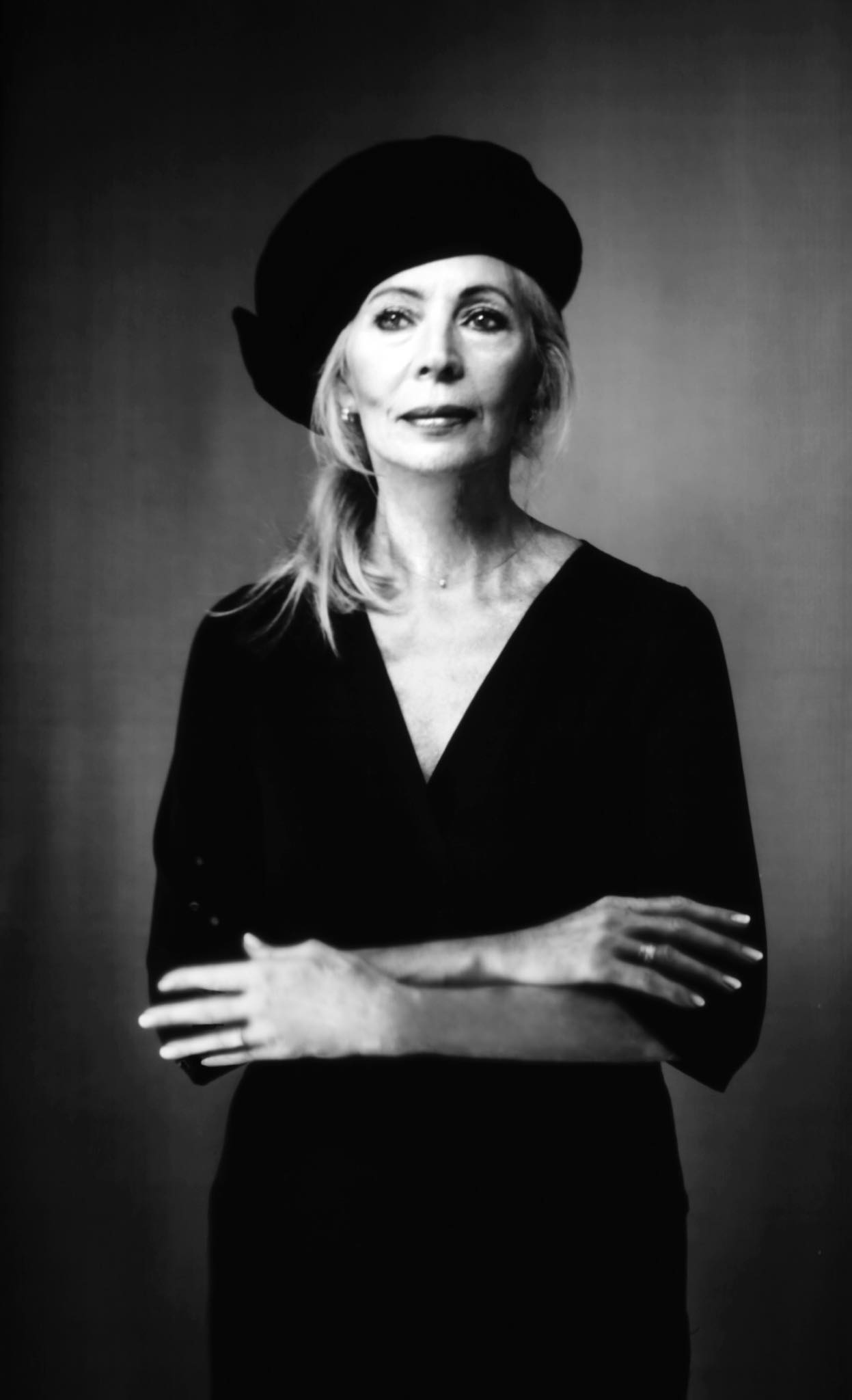
Monika Schulz-Fieguth, 2019 (Aufnahme mit einer IMAGO Kamera)

## Werke
- „Vögel wollen fliegen“; Schulz-Fieguth, Monika, Leipzig, St.-Benno-Verlag, 1989
- „Menschen im Porträt“; Schulz-Fieguth, Monika, Kunstamt Neukölln, 1993
- „Licht einer stillen Welt“; Wallner, Karl, Gütersloh, E-Books der Verlagsgruppe Random House GmbH, 2010
- „Hans Jürgen Treder. Ein Porträt“; Selbstverlag Potsdam, Potsdam 2018

### Mit anderen Autoren
- „Eine deutsche Geschichte“;  mit Durniok, Manfred und Schwarze, Wolfgang im Aufbau-Verlag, Berlin, 1990
- „Der Heilige See am Neuen Garten in Potsdam“; mit Christa Müller (Gedichte), Potsdam, 2007
- „Licht einer stillen Welt: das Geheimnis klösterlichen Lebens“; mit Karl Wallner, Gütersloher Verlagshaus, 2010
- „Im letzten Garten“; mit Büstrin Klaus, Husumer Druck- und Verlagsgesellschaft, 2015
- „Die Kurische Nehrung: Melancholie einer Landschaft“; mit Hildegard und Dietmar Willoweit, Husum, 2015
- Licht des Himmels. Die Verkündigungskapelle in Trumau Hanna-Barbara Gerl-Falkovitz (Autor), Raphael Statt (Autor), Maximilian Heim (Vorwort), Monika Schulz-Fieguth (Fotograf), Fink Kunstverlag, Lindenberg im Allgäu 2016.
- „Lumen et umbra“; mit Jutta Götzmann (Herausgeber), Lukas Verlag für Kunst- und Geistesgeschichte, Berlin, 2016

### Ausstellungen (Auswahl)
- Fotografinnen stellen aus, Fotogalerie Berlin; 1985
- Was uns verbindet,  Fotogalerie Berlin; 1986
- X. Kunstausstellung der DDR, Dresden; 1987
- Porträt Professor Treder, Galerie im Kulturbundhaus Potsdam; 1988
- Einblicke in die DDR, Rathaus Berlin-Schöneberg; 1989
- Abschied der Roten Armee, Staatskanzlei Potsdam; 1992
- Menschen im Porträt, Galerie im Körnerpark Berlin; 1993
- Aktfotografie, Frauenkulturverein Leipzig; 1995
- Ars erotica, BVBK Potsdam; 2002
- Kulturdialog Kaliningrad-Brandenburg, Königsberg; 2004
- Grenzland Kurische Nehrung, MV Galerie Schwerin; 2006
- Menschen, Kunstkontor Köln; 2007
- The exhibition of famous photographers in the world, Hanoi; 2008
- Portrait-Fotografie, Heck-ART-Galerie; Chemnitz, 2008
- Ecco Homo, Kirche Zachow; 2009
- Versteinerte Anmut, Schloss Caputh; 2010
- „ave maria Verkuendigung in der zeitgenoessischen Kunst“, Kreismuseum Peine-Museum; 2011
- Lumen et Umbra, Potsdam Museum; 2016

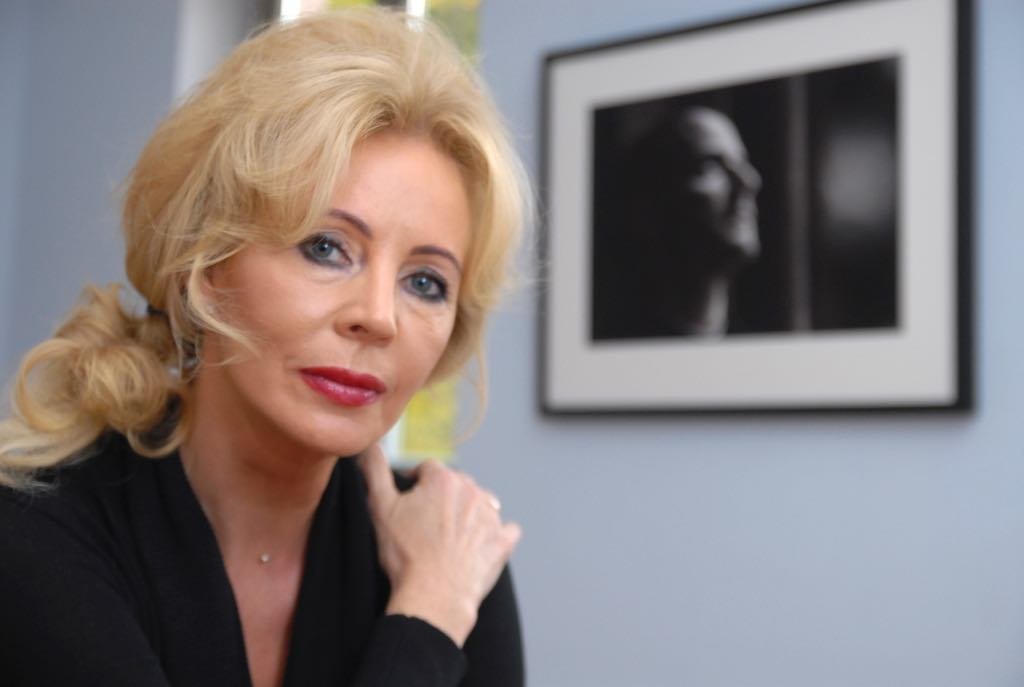
Monika Schulz-Fieguth, 2019